# Anna Maria Clodt
Anna Maria Clodt, död 1708, var en svensk friherrinna och hovfunktionär. Hon var kammarfröken och gunstling hos drottning Ulrika Eleonora den äldre. Hon tjänstgjorde som betald spion för Danmark vid det svenska hovet. Hon bedrev en aktiv supplikantverksamhet och betecknades som en inflytelserik maktfaktor vid det svenska hovet. 
Hennes föräldrar var lantrådet Gustaf Adolph Clodt av ätten Clodt von Jürgensburg från Estland och Brita Stuart. Hennes mor hade varit hovfröken. Clodt blev hovfröken hos Hedvig Eleonora 1668, hos drottning Ulrika Eleonora 1680 och hos prinsessan Ulrika Eleonora 1693: hon var kammarfröken 1694–1708. Trots att hon var gift hade hon denna tjänst. 
Anna Maria Clodt tycks tidigt ha skapat sig en informell maktbas genom sitt kontaktnät vid svenska hovet. I den ingick att förmedla kontakter och rekommendera tjänster efter åt supplikanter genom sitt kontaktnät och tillgång till makthavare, något som var ett vanligt sätt för en hovdam att utöva inflytande på. Redan år 1673, bara fem år efter att hon fick sin hovtjänst, var hon så eftersökt och mottog så många ansökningar från supplikanter att hon, enligt vad hon beskrev i ett brev, var trött på att alltid bli anlitad. Hon beskrivs som en favorit hos Ulrika Eleonora d.ä. Clodt tjänstgjorde genom sin make som informatör till det danska sändebudet Bolle Luxdorph, som föreslog att hon skulle få en årlig dansk pension som tack. Anna Maria Clodt utgör ett undantag vid det svenska hovet, därför att hon tilläts kvarstå i sin tjänst som hovfröken även efter sitt giftermål 1689 och alltså var en gift hovfröken, något som normalt sett aldrig brukade förekomma. 
Gift 1689 med friherre Åke Rålamb.